# Аския Мохамед Туре
Аския Мохамед Туре (роден под името Мохамед Туре, наречен Аския, по-късно и Аския Велики) е император, военачалник и държавник на Сонгайската империя, живял в края на XV и началото на XVI век.

## Управление
Управляваната от Аския империя става най-голямата държава, съществувала в историята на Западна Африка. В периода на най-голям разцвет, империята се простира на обширна територия, включваща териториите на народите хауса, достигаща Кано (на територията на съвременна Нигерия) и традиционните територии на Сонгайската държава в Западна Африка. Главни центрове на Сонгайската империя са градовете Гоа и Тимбукту.
Политиката на Аския води до развиване на търговията с Европа и Азия, създаването на множество училища и до налагането на исляма в империята. В златните години на империята, Тимбукту преживява своя апогей като интелектуален и религиозен център. В медресето Санкоре в Тимбукту се обучавали над 25 000 студенти; градът бил важен икономически и религиозен център, а в библиотеката на медресето се съхранявали между 400 000 и 700 000 ръкописа и тя става втората по големина в историята на Африка след Александрийската библиотека. В библиотеката били съхранявани свещени за исляма текстове, донасяни през годините от Кайро, Багдад и Персия. В медресето, освен ислямско право, се изучавали и науките, от астрономия и математика до медицина и право.